# Eleazario da Sabrano
Eleazario (o Elzeario, Elzearo, Elizario, Eliazario) da Sabrano (in francese Elzéar de Sabran; Ariano, 1330 circa – Roma, 8 agosto 1381) è stato un cardinale e vescovo cattolico italiano.

## Biografia
Figlio di Guglielmo da Sabrano e di Francesca da Celano, nacque da una famiglia nobile di origine francese che era scesa nel Regno di Napoli a seguito del re Carlo I d'Angiò e che aveva ottenuto in feudo la contea di Ariano e altri territori, soprattutto in Abruzzo: un suo zio omonimo fu terziario francescano e venne canonizzato nel 1369 da papa Urbano V.
Il 5 settembre 1373 venne eletto vescovo di Chieti: sostenitore di papa Urbano VI, nel 1378 venne deposto dalla regina Giovanna I d'Angiò, che appoggiava l'antipapa avignonese Clemente VII.
Papa Urbano VI lo innalzò alla dignità cardinalizia nel concistoro del 18 settembre 1378, gli assegnò il titolo di Santa Balbina e lo scelse come penitenziere maggiore. Fece parte della commissione cardinalizia che si occupò dell'introduzione della causa di canonizzazione di Brigida di Svezia.
Morì l'8 agosto 1381.